# Krštenje Kristovo (Piero della Francesca)
Krštenje Kristovo je slavna slika Piera della Francesce iz oko 1448. – 50. godine.
Sliku je oko 1440. godine naručio samostan Camaldolese iz Toskane, što znači da je Piero della Francesca ovu sliku naslikao u ranim godinama svoje karijere kada su na njega snažni utjecaj ostavljali svijetli tonovi na slikama njegovog učitelja Dominica Veneziana. Sliku je 1858. godine zamijetio izaslanik kraljice Viktorije, sir Charles Lock Eastlake, ali ju nije kupio jer je bila jako oštećena. Kupio ju je nekoliko mjeseci kasnije Englez Matteo Uzielli za industrijsku željeznicu, a nakon njegove smrti 1861. godine sir Eastlake se predomislio i kupio ju za Nacionalnu galeriju u Londonu, gdje se i danas nalazi. Nakon što je restaurirana i izložena pobudila je međunarodno zanimanje za Piera della Francesca.

## Odlike
Slika prikazuje Krštenje Isusovo kojega izvodi sv. Ivan Krstitelj i bijelog goluba koji se nalazi iznad Kristove glave, predstavljajući Duha Svetoga. Krist, Ivanova ruka, golub i zdjela predstavljaju os koja ovu sliku dijeli na dva simetrična dijela. Na desnom dijelu slike, iza sv. Ivana, nalazi se čovjek koji skida gornji dio svoje odjeće dok se nogama nalazi u plitkoj vodi. S druge strane, na lijevom dijelu slike, nalaze se tri anđela, različito odjevena, koja predstavljaju odstupanje od tradicionalne ikonografije jer ne čuvaju Kristovu odjeću već se drže za ruke. Ovo držanje za ruke možda predstavlja aluziju na Firentinski koncil (1431. – 45.), čiji je cilj bio ponovno ujedinjenje Istočne i Zapadne Crkve. Takav simbolizam podržavaju i osobe naslikane iza poluakta desno, koje su odjevene u istočnjačku odjeću.
Drugu podjelu slike čini drvo na lijevoj strani koja sliku dijeli prema zlatnom rezu. Naime, Piero della Francesca je bio slavan kao autoritet u prikazivanju perspektive i uporabi geometrije, pa se tako na slici javlja mnogo istostraničnih trokuta (npr. položaj nogu sv. Ivana Krstitelja).